# Misuratore di portata
Il misuratore di portata noto anche come flussimetro o flussometro è uno strumento di misura della portata, volumica o massica, di un fluido, liquido o aeriforme.

## Storia
L'interesse per la misurazione della portata è nato a seguito della necessità di conoscere le portate dei fiumi, in modo da studiare, se non controllare, le caratteristiche delle piene.
In seguito, sono divenute necessarie misurazioni sulla portata di acquedotti, canali e altre condotte d'acqua.
Nell'industria moderna, le misurazioni di portata sono essenziali nel controllo dei processi e sono inerenti a diversi settori industriali, tra i quali: industria chimica, impianti idroelettrici, industria mineraria, industria alimentare e ingegneria ambientale.

## Tipologia
Si può fare una classificazione per i misuratori di portata secondo il tipo di misura:
- Misuratore di velocità;
- Misuratore di portata vera e propria.

Ciascuno di questi può essere catalogato secondo la tecnica di misurazione:
- Misuratore a spostamento, con parti in movimento provocato dal fluido misurato;
- Misuratore statico, che misura l'effetto dello spostamento del corpo senza che le parti dello strumento siano in movimento.

## Misuratori di velocità
Per il calcolo della portata a mezzo di misuratori di velocità si sfrutta la relazione:
{\displaystyle Q=V\cdot S}
dove {\displaystyle Q} è la portata, {\displaystyle V} la velocità del corpo, e {\displaystyle S} la sezione effettiva di passaggio, in unità coerenti. Nota la sezione di passaggio, a una velocità misurata corrisponde quindi una e una sola portata.

### Misuratori dinamici

#### Solcometri
I solcometri sono strumenti usati per misurare la velocità delle navi.

#### Galleggianti

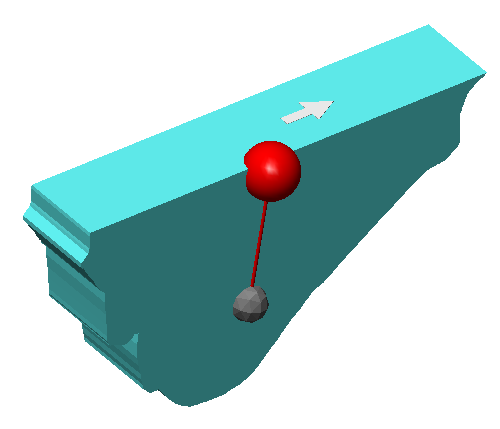
Misuratore a galleggiante.

Un altro tipo di misuratore usato nel passato, e occasionalmente anche oggi, si basa sull'osservazione che un corpo immerso in un fluido in movimento tende ad avere velocità relativa nulla rispetto al fluido stesso. Nella pratica, un galleggiante (anticamente un tronco) gettato in un fiume arriverà a muoversi alla stessa velocità della corrente superficiale. Misurando il tempo impiegato dal galleggiante a percorrere una base misurata, si determina la velocità. Per tenere conto dell'effetto delle sponde, lo strumento è solitamente costituito da una sfera di dimensioni relativamente grandi, a galleggiamento positivo, collegata a una seconda sfera, di dimensione più piccola, a galleggiamento leggermente negativo. Questo tipo è molto più preciso del solcometro, ma si applica, in quanto misuratore di portata, solamente a corsi d'acqua aventi sezione costante almeno lungo la base di misura (meglio se estesa, per evitare effetti indesiderati), e quindi soprattutto a canali artificiali.

#### Flussimetri ad area variabile

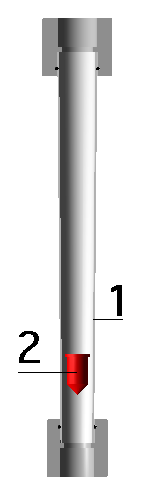
Flussimetro ad area variabile, o rotametro.

Il flussimetro ad area variabile, detto anche rotametro è sostanzialmente un tubo 1 di vetro o altro materiale (solitamente) trasparente a sezione longitudinale conica, dentro il quale vi è un corpo 2 grossolanamente cilindro-conico o sferico di diametro leggermente inferiore a quello minimo del tubo, detto impropriamente galleggiante. Se il tubo viene posto in posizione verticale, con il diametro interno maggiore in alto, e il fluido la cui portata si vuole misurare entra dal basso, si esercita sul galleggiante una pressione che dipende dalla forma e dalla velocità del fluido nella corona circolare tra tubo e galleggiante stesso. La pressione decresce all'aumentare della sezione di corona circolare che resta libera, e si raggiunge un equilibrio che dipende dalla velocità (e dalla caratteristiche fisiche) del fluido, dalla massa del galleggiante e dalla sua forma.
Per quanto sopra detto, appare che il rotametro può funzionare solo se posto in posizione verticale con flusso ascendente, e che il funzionamento è possibile solo con fluidi puliti.

Vi sono numerose varianti:

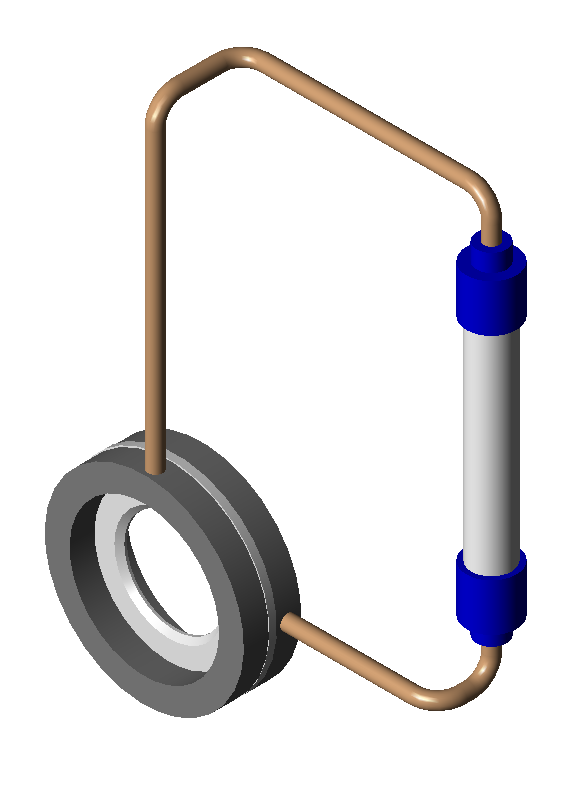
Flussimetro ad area variabile in derivazione.

- se il galleggiante è di (o contiene del) materiale magnetico, e il tubo di misura è costruito in materiale diamagnetico, si può evitare il tubo trasparente, fragile, e far trascinare un indicatore esterno che può anche trasmettere un segnale a distanza. Inoltre si possono usare tubi ad alta pressione e si possono trattare fluidi caldi, pericolosi e/o corrosivi.
- Sempre usando un galleggiante magnetico, si possono montare dei relais Reed per definire un contatto di alta o bassa portata.
- per portate molto alte, allo scopo di evitare rotametri di dimensioni eccessive, si usano i rotametri in derivazione. Grazie alla perdita di carico creata da un orifizio tarato una parte del flusso passa attraverso un normale rotametro. Tarando il sistema, si ha una indicazione abbastanza corretta.

I flussimetri ad area variabile normali hanno una precisione dell'ordine del ±5% del valore di fondo scala; quelli speciali e i modelli molto piccoli arrivano al ±10% .

### Misuratori statici

#### Orifizio tarato (o diaframma)

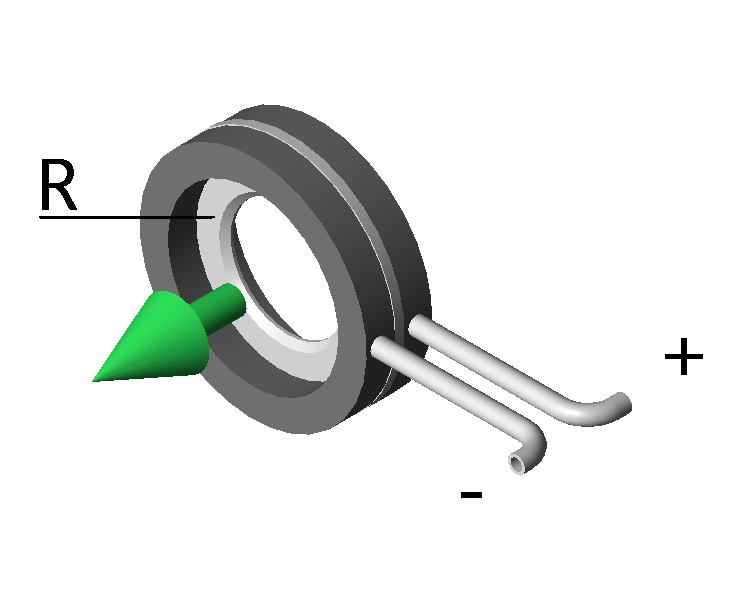
Orifizio tarato.

Se si interpone una strozzatura in un tubo all'interno del quale passa un fluido, si genera una perdita di carico localizzata nella zona della strozzatura: in altri termini, tra la sezione a monte e a valle della strozzatura si stabilisce una differenza di pressione, che è proporzionale al quadrato della velocità nella strozzatura. Se in un tubo si interpone un orifizio tarato R, le pressioni che si misureranno in due tubi connessi a monte e a valle dell'orifizio stesso saranno rispettivamente più alta e più bassa. Misurando quindi la differenza di pressione tra monte e valle, che sarà proporzionale al quadrato della velocità nell'orifizio, si può calcolare la portata.
Nella pratica, la strozzatura è rappresentata da un disco, in cui è praticato un foro solitamente coassiale al tubo; il disco è stretto tra due flange nelle quali sono praticati dei fori che mettono in comunicazione le camere a monte e a valle del disco con dei manometri (o con un singolo manometro differenziale). Essendo questo sistema di misura molto diffuso, esistono manometri con scala quadratica (la perdita di carico, come detto, è proporzionale al quadrato della velocità), sui quali è agevole leggere la portata.
Questo sistema di misura della portata è probabilmente il più diffuso; anche se di solito è meno preciso del tubo Venturi (vedi sotto), ha comunque un'ottima precisione, dell'ordine dello 0,5% della misura. Si adatta a misure di portate molto piccole (cm3/h) fino a molto grandi (migliaia di m3/h).

#### Tubi venturi

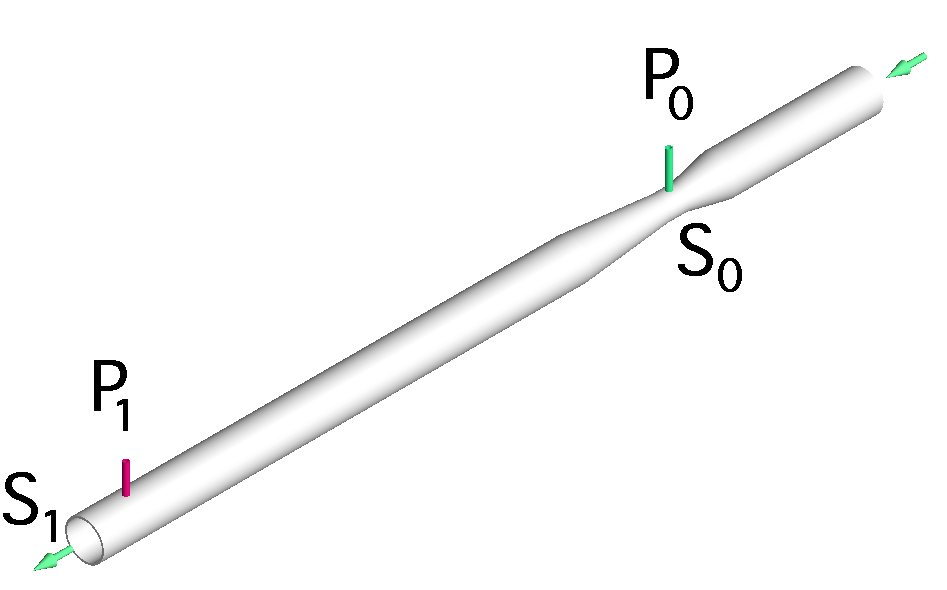
Tubo Venturi.

Simili agli orifizi tarati, ma sfruttano la legge di conservazione dell'energia nella forma dell'equazione di Bernoulli. Se in un tubo si pone una strozzatura graduale, si avrà un incremento di velocità. Secondo l'equazione di Bernoulli, nelle varie sezioni di una condotta si ha la relazione
{\displaystyle z+{\frac {P}{dg}}+{\frac {v^{2}}{2g}}=const}
(trascurando le perdite di carico) dove P è la pressione nella generica sezione, d la densità del fluido, v la sua velocità, g l'accelerazione di gravità media nella sezione e z la quota.
Quindi, nella strozzatura di sezione S0, a un aumento di velocità corrisponderà una diminuzione di pressione, essendo la pressione P0 data dalla relazione sopra scritta; nel tubo pieno di sezione S1 (maggiore), la velocità sarà inferiore e quindi la pressione P1 superiore. La differenza P1 - P0 è proporzionale, ancora con legge quadratica, alla velocità nella strozzatura, da cui si calcola la portata. Il vantaggio del tubo Venturi rispetto all'orifizio tarato sta nella bassissima perdita di carico del tubo Venturi, in cui un allargamento successivo alla strozzatura recupera l'energia cinetica in pressione statica; la regolarità della geometria interna ne rende anche difficile l'intasamento, consentendo così misurazioni su fluidi contenenti solidi in sospensione. Uno svantaggio notevole sta nella distanza tra le prese di pressione: mentre la presa di bassa pressione (verde) è nella strozzatura, quella di alta pressione (malva) deve essere posta a una certa distanza da questa, per non risentire degli effetti della vena contratta. Nella pratica, la presa di alta pressione si pone a 7 - 10 diametri interni del tubo a valle della strozzatura. Si comprende quindi che in un tubo DN 200 l'ingombro dello strumento sia di quasi due metri.

Il tubo Venturi dà misure di ottima precisione, e alcuni tipi sono ammessi come misuratori fiscali; per le sue caratteristiche si adatta a un vasto campo di portate, da pochi m3/h a molte migliaia.

Della famiglia dei tubi Venturi sono anche i misuratori a tubo di Pitot e i misuratori tipo Annubar, coi quali misuro sia la pressione statica sia l'energia cinetica.

#### Misuratori magnetici
Se si fa passare un corpo conduttore attraverso un campo magnetico, viene generata una forza elettromotrice nel corpo conduttore, e questa forza è proporzionale alla velocità di spostamento.
Quindi, se si sottopone a un campo magnetico trasversale un tubo attraversato da un fluido, in questo fluido (se conduttore) passerà corrente. Due elettrodi isolati posti a contatto del fluido, se posti a una certa distanza l'uno dall'altro, misureranno una differenza di potenziale proporzionale alla velocità del fluido; nota la sezione, si conosce così la portata volumetrica.
La limitazione del misuratore magnetico sta, a parte la necessità di avere un'alta conduttività del fluido, nell'essere tanto più preciso quanto maggiore è la densità del fluido: è quindi inutilizzabile sui gas.

Si noti che gli elettrodi devono stare a contatto col fluido di processo. Se questo dovesse lasciare un deposito isolante su di loro, lo strumento non funzionerebbe più.

Per ovviare a tale inconveniente sono stati prodotti misuratori magnetici nei quali gli elettrodi sono isolati dal fluido: la misura della f.e.m. indotta avviene con accoppiamento induttivo tra elettrodi e fluido di processo.

#### Misuratori a effetto Coriolis

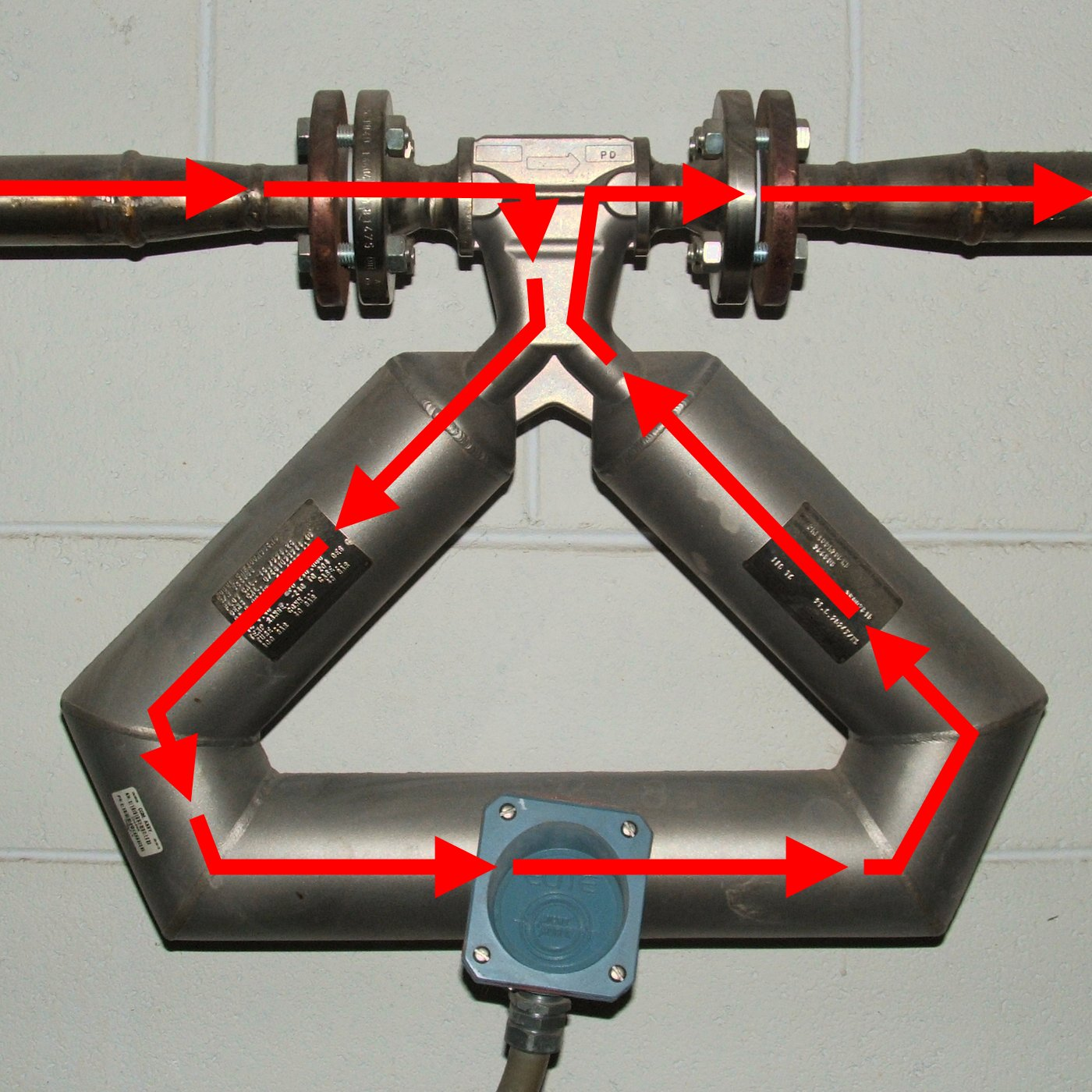
Misuratore a effetto Coriolis.

In un sistema di riferimento uniformemente rotante, un corpo in movimento appare (a un osservatore nello stesso sistema di riferimento), come soggetto a una forza radiale rispetto al movimento del sistema, detta Forza di Coriolis.
Se si fa quindi passare un fluido in un tubo circolare (solitamente a forma di U) si crea uno spostamento di questo tubo (solitamente mediante vibrazioni indotte) a causa della forza di Coriolis agente sul tubo stesso. Questo spostamento è proporzionale alla portata massica, che può così essere misurata.

#### Misuratori a ultrasuoni
Ve ne sono di due tipi. I più comuni sono quelli a riflessione; se si emette un'onda sonora dalla parete verso il centro di un tubo, questa verrà riflessa (in parte) dalla parete opposta. Se nel tubo vi è un fluido in movimento, questo sposterà l'onda sonora, che quindi compirà un percorso diverso per raggiungere il sensore. Misurando il tempo intercorso tra l'emissione dell'onda e la sua captazione si può risalire alla velocità del fluido.

#### Misuratori a effetto Doppler
Sfruttando la variazione di lunghezza d'onda di un suono emesso verso un corpo in movimento (effetto Doppler), si può conoscere la velocità di spostamento del corpo. Se questo corpo è una massa fluida in moto in un tubo a sezione costante, è possibile misurarne la portata.

#### Anemometro a filo caldo
Usato normalmente per determinare la velocità dell'aria nelle condotte di ventilazione. È composto da una termoresistenza, ovvero una resistenza il cui valore è proporzionale alla temperatura, che alimentata per mezzo di una corrente elettrica di intensità nota, tale da portarla a una temperatura superiore a quella del fluido da misurare. Questa resistenza viene immersa nel fluido di cui si vuole misurare la velocità. Il fluido raffredderà la resistenza in maniera proporzionale alla sua velocità permettendo di risalire alla stessa.
I vantaggi di questo strumento sono principalmente dovuti alle ridottissime dimensioni che possono essere assunte dalla sonda. Questo permette di effettuare misure in varie posizioni nella tubazione, di disturbare in maniera minima il flusso del fluido, di avere un'elevatissima velocità di risposta (nell'ordine dei kHz) che permette di rilevare anche le variazioni di velocità dovute alle turbolenze.
Gli svantaggi sono legati alla dipendenza della taratura da vari fattori quali le caratteristiche del fluido, la sua pressione e la sua temperatura.

## Misuratori diretti di portata

### Misuratori volumetrici

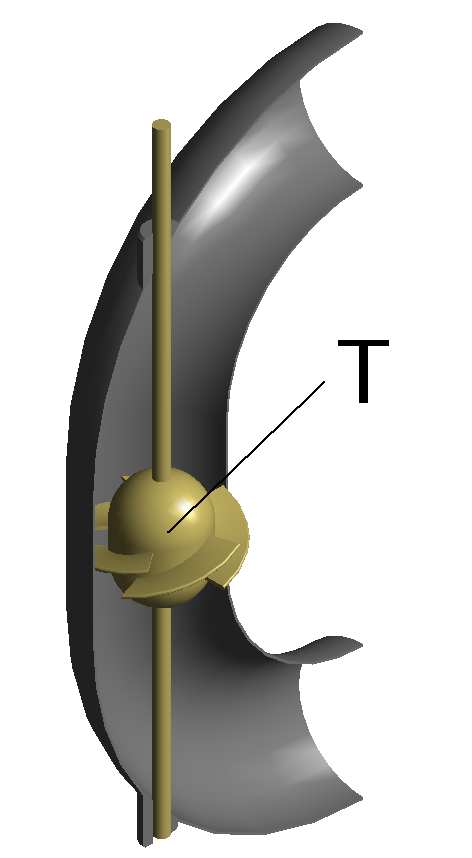
Misuratore volumetrico a turbina.

Sono molto usati, specie come totalizzatori (spesso chiamati contatori) di portata di liquidi. Ne è esempio il contatore per il consumo idrico domestico, o il contatore posto nelle pompe di benzina. Possono raggiungere altissime precisioni, con scarti anche inferiori allo 0,1% del valore misurato. Si noti che, a rigore, un totalizzatore non è un misuratore di portata, ma di quantità; tuttavia è uso classificarli tra i primi - e in effetti permettono una misura istantanea di portata, se solo dotati di un indice.
Solitamente sono provvisti di quadranti multipli, ciascuno con un rapporto di 10:1 con il successivo, in modo da poter ricostruire quantità fluite anche rilevanti. I modelli più recenti sono dotati di contatori a decadi digitali, meccanici o elettronici, per una lettura più agevole.
Ve ne sono essenzialmente tre tipi:
- Misuratore a turbina: sono i più comuni, il flusso incanalato viene fatto passare attraverso una piccola turbina idraulica la cui velocità di rotazione è proporzionale alla portata. Un cinematismo provvede a far ruotare un indicatore su un quadrante, mostrando così la quantità di liquido passata. In alternativa la rotazione della turbina può venir misurata inserendo nella stessa un magnete che viene fatto passare in prossimità di apposito sensore generando un impulso per ogni giro.
- Misuratori volumetrici: sono simili a una pompa volumetrica, in cui il fluido passante riempie delle cavità di volume noto; con sistemi vari, il numero di cavità riempite viene contato fornendo così la quantità di fluido passato.
- Misuratori a disco nutante: sono sostanzialmente anch'essi dei misuratori volumetrici. In questi misuratori un disco ha un movimento di nutazione attorno a una sfera centrale, creando così una camera di volume noto; dato che la sfera centrale acquista un moto circolare, la misurazione è piuttosto semplice e alquanto precisa.

### Altri modelli
Esistono molti altri tipi di misuratori di portata, di impiego più specialistico e quindi di uso più limitato. Ne citiamo alcuni:
- Misuratori a filo caldo. Un filo metallico viene riscaldato per mezzo di una corrente elettrica in modo da portare la sua temperatura a un valore noto. Misurando la variazione di temperatura del fluido a valle del filo, si può conoscere la portata, essendo noti alcuni parametri fisici del fluido (conducibilità termica, calore specifico, densità). La portata rilevata è massica; da questa, note densità, temperatura, pressione, è possibile ricavare la portata volumetrica. Talvolta il medesimo principio di misura è applicato per raffronto tra la temperatura di due sonde incamiciate: quella di riferimento si trova alla temperatura del fluido, quella di misura (riscaldata) raggiunge una temperatura tanto più alta quanto meno calore è asportato dal fluido che la lambisce. Uno strumento opportunamente caratterizzato ricava la lettura di massa che transita in prossimità delle sonde e moltiplicando per la sezione di transito rende la lettura di portata nominale del condotto.

## Problemi di misura
Da approfondire analiticamente, è necessario sapere che la misura di portata è una di quelle che presentano tra le più grandi difficoltà di caratterizzazione
- in un condotto la velocità del fluido non è omogenea: il fluido che lambisce le pareti è fermo, mentre quello che scorre al centro della tubazione ha la velocità massima
- il gradiente di velocità non è omogeneo e cambia distribuzione in funzione della velocità o di potenze della stessa
- la distribuzione di velocità nel condotto è condizionata dal percorso a monte e a valle del punto di misura del fluido. Curve, variazioni di diametro, ostacoli (valvole, filtri, specole) determinano turbolenze, tanto che esiste la raccomandazione (l'obbligo) di rispettare a monte e a valle del punto di misura percorsi rettilinei per consentire al flusso di stabilizzarsi. Tali distanze sono tipicamente rappresentate come numero di diametri a monte e a valle. Valori tipici sono compresi tra 4 e 20 diametri a monte e 3 e 10 diametri a valle. Su tubazioni piccole (es. 8 mm) la condizione peggiore è rappresentata da 160 + 80 mm di tratto rettilineo, ma passando a tubazioni anche solo da 100 mm di diametro, la lunghezza cresce già a 3 metri totali.
- dipendenza dalla temperatura, che influenza la viscosità del fluido che a sua volta determina transizioni nel regime di flusso, da laminare a semiturbolento a turbolento mutando drasticamente i fenomeni fisici che si manifestano nei fluidi.
- rangeability normalmente ridotta: le grandezze che vengono rilevate variano col quadrato se non col cubo della velocità, rendendole flebili sotto certe portate (limiti di sensibilità) ed enormi al di sopra (eccessiva influenza sul processo, ad esempio perdita di carico eccessiva) rendendo necessaria l'installazione di più misuratori da selezionare a seconda della portata da misurare.
- difficoltà (e talvolta impossibilità) di taratura dei sensori: ad esempio, ma non solo, la variazione del circuito necessaria all'installazione di un misuratore di riscontro altera le condizioni di funzionamento di quello da tarare.

## Applicazioni

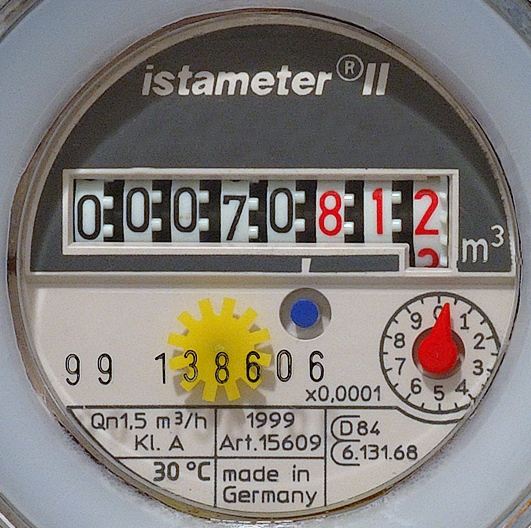
Contatore dell'acqua.

Trova applicazione nei sistemi di controllo, dove a livello progettuale è utile o necessario ottenere un flusso del fluido a un valore specifico.

Ad esempio, nelle apparecchiature che richiedono flussi costanti come:
- Ossigenoterapia, terapia basata su un maggiore apporto d'ossigeno ai polmoni tramite l'aumento della percentuale d'ossigeno presente nell'aria aspirata
- Per poter misurare il consumo d'acqua di un'abitazione (contatori dell'acqua)
- Per poter misurare il consumo di gas di un'utenza (contatori del metano, eventualmente integrati dal convertitore di volumi, per correggere i metri cubi geometrici in metri cubi standard).